# Grammy Award for Best Remixed Recording
Der Grammy Award for Best Remixed Recording, Non-Classical (dt. Grammy-Auszeichnung für die beste Remix-Aufnahme, ohne klassische Musik) ist ein Musikpreis, bei dem Interpreten seit 1998 für qualitativ hochwertige Remixe im Bereich der zeitgenössischen Musik ausgezeichnet werden.

## Hintergrund und Geschichte
Die Grammy Awards (eigentlich Grammophone Awards) werden seit 1959 jährlich für künstlerische Leistung, technische Kompetenz und musikalische Gesamtleistung in verschiedenen Kategorien von der National Academy of Recording Arts and Sciences (NARAS) verliehen, unabhängig von der Verkaufszahl des Werkes.
Die Kategorie Grammy Award for Best Remixed Recording, Non-Classical wurde das erste Mal bei der Verleihung im Jahr 1998 unter dem Namen Grammy Award for Remixer Of The Year, Non-Classical (dt. Grammy-Auszeichnung für den Remixer des Jahres, ohne klassische Musik) verliehen. Gewinner damals war Frankie Knuckles. Bis einschließlich 2001 wurden die Remixer ohne ein bestimmtes Werk nominiert, ab 2002 wurden Kriterien geändert. Seit diesem Zeitpunkt trägt die Kategorie den Namen Grammy Award for Best Remixed Recording, Non-Classical und die Nominierten werden für ein bearbeitetes Werk vorgeschlagen. Seit der Verleihung 2021 heißt die Grammy-Kategorie Grammy Award for Best Remixed Recording. Die Auszeichnung geht ausschließlich an den Remixer, nicht an die Originalinterpreten des bearbeiteten Liedes.

## Statistik
Drei Interpreten, nämlich David Guetta, Skrillex und Jacques Lu Cont, konnten den Preis bislang jeweils zwei Mal gewinnen und teilen sich somit den Rekord für die meisten Auszeichnungen. Der US-Amerikaner Steve Hurley wurde vier Mal nominiert und ist der Interpret mit den meisten Nominierungen. Gewinnen konnte er keinen der Preise.
Mit neun Preisträgern stellen die Vereinigten Staaten die meisten Gewinner, drei Mal ging die Auszeichnung an einen Interpreten aus Frankreich. Zwei Preisträger kamen aus Großbritannien, jeweils eine Auszeichnung ging an Interpreten aus Österreich und Italien.

## Gewinner und Nominierte
| Jahr                  | Künstler / Band          | Nationalität                       | Werk                                                                                | Weitere nominierte Künstler | Bild des Künstlers          |
| --------------------- | ------------------------ | ---------------------------------- | ----------------------------------------------------------------------------------- | --- | --------------------------- |
| 1998 25. Februar 1998 | Frankie Knuckles         | Vereinigte Staaten                 |                                                                                     | - David Morales - Mousse T. - Todd Terry - Armand Van Helden |                             |
| 1999 24. Februar 1999 | David Morales            | Vereinigte Staaten                 |                                                                                     | - Steve Hurley - Frankie Knuckles - Masters at Work - Roger Sanchez |                             |
| 2000 23. Februar 2000 | Club 69 (Peter Rauhofer) | Österreich                         |                                                                                     | - Hex Hector - Steve Hurley - Masters at Work - Bobby Guy, Ernie Lake | Peter Rauhofer (2010)       |
| 2001 21. Februar 2001 | Hex Hector               | Vereinigte Staaten                 |                                                                                     | - Deep Dish - Maurice Joshua - Peter Rauhofer - Richard Humpty Vission |                             |
| 2002 27. Februar 2002 | Deep Dish                | Vereinigte Staaten                 | Thank You (Deep Dish Vocal Remix) (Originalinterpret: Dido)                         | - E-Smoove – Heard it all Before (E-Smoove House Filter Mix) - Danny Tenaglia – I Feel Loved (Danny Tenaglia Labor of Love Mix) - Steve Hurley – Soul Shakedown (Silk’s Downunder Mix) - K-Klass – Baby, Come Over (This Is Our Night)" (K-Klass Klub Mix) |                             |
| 2003 23. Februar 2003 | Roger Sanchez            | Vereinigte Staaten                 | Hella Good (Roger Sanchez Remix Main) (Originalinterpret: No Doubt)                 | - Your Friends From San Francisco – He Loves Me (Illegal Mix) - Felix da Housecat – Lost Love (Felix Da Housecat Thee Clubhead Mix) - Steve Hurley – What About Us (SilkMix.Com Mix) - Maurice Joshua – Work It Out (Maurice's Nu Soul Mix) | Roger Sanchez (2006)        |
| 2004 8. Februar 2004  | Maurice Joshua           | Vereinigte Staaten                 | Crazy in Love (Maurice's Soul Mix) (Originalinterpret: Beyoncé, Jay-Z)              | - Peter Rauhofer – Beautiful (Peter Rauhofer Mix) - Martin Buttrich, Timo Maas – Don't Make Me Come to Vegas (Timo on Tori) - Bill Hamel – Get It Together (Bill Hamel Vocal Mix) - Masters at Work – Lei Lo Lai (MAW Mix) |                             |
| 2005 13. Februar 2005 | Jacques Lu Cont          | Vereinigtes Königreich             | It's My Life (Jacques Lu Cont's Thin White Duke Mix) (Originalinterpret: No Doubt)  | - Michael Gray, Jon Pearn – Amazing (Full Intention Club Mix) - Felix da Housecat – Motor Inn (Felix Da Housecat's High Octane Mix) - Basement Jaxx – She Wants To Move (Basement Jaxx Mix) - Sasha – Watching Cars Go By (Sasha's Remix) | Jaques Lu Cont (2008)       |
| 2006 8. Februar 2006  | Louie Vega               | Vereinigte Staaten                 | Superfly (Louie Vega EOL Mix) (Originalinterpret: Curtis Mayfield)                  | - Meat Beat Manifesto – What Is Hip? (T.O.P.R.M.X.) - Jacques Lu Cont – Mr. Brightside (Jacques Lu Cont's Thin White Duke Mix) - David Guetta, Joachim Garraud – Flashdance (Guetta & Garraud F*** Me I'm Famous Remix) - Adam Freeland – Fever (Adam Freeland Remix) | Louie Vega (2009)           |
| 2007 11. Februar 2007 | Jacques Lu Cont          | Vereinigtes Königreich             | Talk (Thin White Duke Mix) (Originalinterpret: Coldplay)                            | - Moto Blanco – Be Without You (Moto Blanco Vocal Mix) - Buick Project – Damage Thorn (Buick Project Remix) - Freemasons – Déjà Vu (Freemasons Club Mix – No Rap) - E-Smoove – World Hold On (E-Smoove Remix) |                             |
| 2008 10. Februar 2008 | Benny Benassi            | Italien                            | Bring The Noise (Benny Benassi Sfaction Remix) (Originalinterpret: Public Enemy)    | - Andy Moor – Angelicus (Andy Moor Full Length Mix) - Carl Craig – Like A Child (Carl Craig Remix) - Eric Prydz – Proper Education (Club Mix – Radio Edit) - Dirty South – Sorry (Dirty South Mix) | Benny Benassi (2010)        |
| 2009 8. Februar 2009  | Justice                  | Frankreich                         | Electric Feel (Originalinterpret: MGMT)                                             | - StoneBridge – Closer (StoneBridge Radio Edit) - Junkie XL – 4 Minutes (Junkie XL Remix) - Moto Blanco – Just Fine (Moto Blanco Remix) - Deadmau5 – The Longest Road (Deadmau5 Remix) | Justice (2007)              |
| 2010 31. Januar 2010  | David Guetta             | Frankreich                         | When Love Takes Over (Electro Extended Remix)                                       | - Anders Trentemøller – No You Girls (Trentemøller Remix) - Dave Audé – I Want You (Dave Aude Remix) - Jean Elan – The Girl and the Robot (Jean Elan Remix) - Dennis Ferrer – Don't Believe in Love (Dennis Ferrer Objektivity Mix) |                             |
| 2011 13. Februar 2011 | David Guetta             | Frankreich                         | Revolver (David Guetta's One Love Club Remix) (Originalinterpret: Madonna)          | - Morgan Page – Fantasy (Morgan Page Remix) - Wolfgang Gartner – Funk Nasty (Wolfgang Gartner Remix Edit) - Mike Rizzo – Orpheus (Quiet Carnival) (Funk Generation Mix) - Axel Hedfors, Dragan Roganovic – Sweet Disposition (Axwell & Dirty South Remix) | David Guetta (2011)         |
| 2012 12. Februar 2012 | Skrillex                 | Vereinigte Staaten                 | Cinema (Skrillex Remix) (Originalinterpret: Benny Benassi)                          | - Afrojack – Collide (Afrojack Remix) - Photek – End Of Line (Photek Remix) - Abel Aguilera, Ralphi Rosario – Only Girl (In The World) (Rosabel Club Mix) - Deadmau5 – Rope (Deadmau5 Mix) | Skrillex (2011)             |
| 2013 26. Januar 2014  | Skrillex                 | Vereinigte Staaten                 | Promises (Skrillex & Nero Remix) (Originalinterpret: Nero)                          | - Axel Hedfors – In My Mind (Axwell Remix) (Originalinterpret: Ivan Gough & Feenixpawl Featuring Georgi Kay) - Photek – Lie Down In Darkness (Photek Remix) (Originalinterpret: Moby) - Eric Prydz – Midnight City (Eric Prydz Private Remix) (Originalinterpret: M83) - Thomas Olsen – The Veldt (Tommy Trash Remix) (Originalinterpret: Deadmau5 Featuring Chris James) | Skrillex, 2011              |
| 2014 26. Januar 2014  | Cedric Gervais           | Frankreich                         | Summertime Sadness (Cedric Gervais Remix) (Originalinterpret: Lana Del Rey)         | - Andy Caldwell – Days Turn into Nights (Andy Caldwell Remix) (Originalinterpret: Delerium featuring Michael Logen) - Alesso – If I Lose Myself (Alesso versus OneRepublic) (Originalinterpret: OneRepublic) - Ossama Al Sarraf, Ned Shepard – Locked out of Heaven (Sultan + Ned Shepard Remix) (Originalinterpret: Bruno Mars) - Rupert Parkes – One Love / People Get Ready (Photek Remix) (Originalinterpret: Bob Marley and the Wailers)                                          |                             |
| 2015 8. Februar 2015  | Tijs Michiel Verwest     | Niederlande                        | All of Me (Tiësto’s Birthday Treatment Remix) (Originalinterpret: John Legend)      | - Aaron Albano featuring Danny Losito – Falling Out (Ming Remix) (Originalinterpret: Crossfingers) - Nathaniel Rathbun – Pompeii (Audien Remix) (Originalinterpret: Bastille) - Eddie Amador The Rising (Eddie Amador Remix) (Originalinterpret: Five Knives) - Ryan Raddon – Smile (Kaskade Edit) (Originalinterpret: Galantis) - Robin Schulz – Waves (Robin Schulz Remix) (Originalinterpret: Mr. Probz)                                                                            | Tiësto, 2011                |
| 2016 15. Februar 2016 | Dave Audé                | Vereinigte Staaten                 | Uptown Funk (Dave Audé Remix) (Originalinterpret: Mark Ronson featuring Bruno Mars) | - CFCF – Berlin by Overnight (CFCF Remix) (Originalinterpret: Daniel Hope) - Bill Hamel & Chad Newbold – Hold On (Faum Remix) (Originalinterpret: JES, Shant & Clint Maximus) - Ryan Raddon – Runaway (U & I) (Kaskade Remix) (Originalinterpret: Galantis) - André Allen Anjos – Say My Name (RAC Remix) (Originalinterpret: Odesza featuring Zyra) |                             |
| 2017 12. Februar 2017 | André Allen Anjos        | Portugal                           | Tearing Me Up (RAC Remix) (Originalinterpret: Bob Moses)                            | - Josh Williams – Cali Coast (Psionics Remix), (Originalinterpret: Soul Pacific) - starRo – Heavy Star Movin’(starRo Remix), (Originalinterpret: The Silver Lake Chorus) - Timo Maas und James Teej – Nineteen Hundred and Eighty-Five (Timo Maas and James Teej Remix), (Originalinterpret: Paul McCartney and Wings) - Ryan Raddon – Only (Kaskade X Lipless Remix), (Originalinterpret: Ry X) - Joe Goddard – Wide Open (Joe Goddard Remix), (Originalinterpret: Chemical Brothers) |                             |
| 2018 28. Januar 2018  | Dennis White             | Vereinigte Staaten                 | You Move (Latroit Remix) (Originalinterpret: Depeche Mode)                          | - Louie Vega – Can’t Let You Go (Louie Vega Roots Mix), (Originalinterpret: Loleatta Holloway) - Smle – Funk O’De Funk (Smle Remix), (Originalinterpret: Bobby Rush) - Leighton James und Christian Srigley – Undercover (Adventure Club Remix), (Originalinterpret: Kehlani) - Four Tet – A Violent Noise (Four Tet Remix), (Originalinterpret: The XX) |                             |
| 2019 10. Februar 2019 | Alex Crossan             | Vereinigtes Königreich             | Walking Away (Mura Masa Remix) (Originalinterpret: Haim)                            | - Cid – Audio (Cid Remix), (Originalinterpret: LSD) - Maurizio Colella – How Long (EDX’s Dubai Skyline Remix), (Originalinterpret: Charlie Puth) - Stefan Bossems und Claus Terhoeven – Only Road (Cosmic Gate Remix), (Originalinterpret: Gabriel & Dresden ft. Sub Teal) - Ryan Raddon – Stargazing (Kaskade Remix), (Originalinterpret: Kygo ft. Justin Jesso) |                             |
| 2020 26. Januar 2020  | Tracy Young              | Vereinigte Staaten                 | I Rise (Tracy Young’s Pride Intro Radio Remix)                                      | - Mother’s Daughter (Wuki Remix) von Wuki, Remixer (Miley Cyrus) - The One (High Contrast Remix) von Lincoln Barrett, Remixer (Jorja Smith) - Swim (Ford. Remix) von Luc Bradford, Remixer (Mild Minds) - Work It (Soulwax Remix) von David Gerard C Dewaele & Stephen Antoine C Dewaele, Remixer (Marie Davidson) |                             |
| 2021 14. März 2021    | Imanbek Zeikenov         | Kasachstan                         | Roses von Saint Jhn (Imanbek Remix)                                                 | - Do You Ever von Phil Good: RAC Mix vom Remix Artist Collective - Imaginary Friends von Deadmau5: Morgan Page Remix von Morgan Page - Praying for You von Jasper Street Co.: Louie Vega Main Remix von Louie Vega - Young & Alive von Bazzi: Bazzi vs. Haywyre Remix von Haywyre |                             |
| 2022 4. April 2022    | Mike Shinoda             | Vereinigte Staaten                 | Passenger von den Deftones (Mike Shinoda Remix)                                     | - Back to Life von Soul II Soul: Booker T Kings of Soul Satta Dub von Booker T - Born for Greatness von Papa Roach: Cymek Remix von Spencer Bastin - Constant Craving von K. D. Lang: Fashionably Late Remix von Tracy Young - Inside Out von Zedd & Griff: 3scape DRM Remix von 3scape DRM - Met Him Last Night von Demi Lovato & Ariana Grande: Dave Audé Remix von Dave Audé - Talks von PVA: Mura Masa Remix von Alexander Crossan                                                 |                             |
| 2023 5. Februar 2023  | Purple Disco Machine     | Deutschland                        | About Damn Time von Lizzo (Purple Disco Machine Remix)                              | - Break My Soul von Beyoncé: Terry Hunter Remix - Easy Lover von Ellie Gouldin: Four Tet Remix - Slow Song von The Knocks & Dragonette: Paul Woolford Remix - Too Late Now von Wet Leg: Soulwax Remix |                             |
| 2024 4. Februar 2024  | Wet Leg                  | Vereinigtes Königreich             | Wagging Tongue von Depeche Mode (Wet Leg Remix)                                     | - Alien Love Call von Turnstile & BadBadNotGood featuring Blood Orange: BadBadNotGood (Remixer) - New Gold von den Gorillaz featuring Tame Impala & Bootie Brown: Dom Dolla Remix - Reviver von Lane 8: Totally Enormous Extinct Dinosaurs Remix - Workin’ Hard von Mariah Carey: Terry Hunter Remix | Wet Leg 2022                |
| 2025 2. Februar 2025  | Mark Ronson, FnZ         | Vereinigtes Königreich/ Australien | Espresso von Sabrina Carpenter (Mark Ronson × FnZ Working Late Remix)               | - Alter Ego von Doechii featuring JT: Kaytranada Remix - A Bar Song (Tipsy) von Shaboozey & David Guetta: Remix (Remixer: David Guetta) - Jah Sees Them von Julian Marley & Antaeus: Amapiano Remix (Remixer: Alexx Antaeus, Footsteps, MrMyish) - Von Dutch von Charli XCX & A. G. Cook featuring Addison Rae: Remix (Remixer: A. G. Cook) | Mark Ronson 2016 · FnZ 2022 |

## Belege
1. ↑  Übersicht der Recording Academy. (Memento des Originals vom 19. August 2012 im Internet Archive)  Info: Der Archivlink wurde automatisch eingesetzt und noch nicht geprüft. Bitte prüfe Original- und Archivlink gemäß Anleitung und entferne dann diesen Hinweis. Auf: grammy.org (englisch), abgerufen am 17. Juni 2012
2. ↑  52nd OEP Category Description Guide. (PDF; 85 kB) National Academy of Recording Arts and Sciences, S. 7, archiviert vom Original am 27. Oktober 2009; abgerufen am 28. April 2011 (englisch).
3. ↑  Grammy-Verleihung 1998. Auf: rockonthenet.com (englisch). Abgerufen am 17. Juni 2012
4. ↑  Grammy-Verleihung 1999. Auf: rockonthenet.com (englisch). Abgerufen am 17. Juni 2012
5. ↑  Grammy-Verleihung 2000. Auf: rockonthenet.com (englisch). Abgerufen am 17. Juni 2012
6. ↑  Grammy-Verleihung 2001. (Memento vom 4. November 2012 im Internet Archive) Auf: latimes.com (englisch). Abgerufen am 17. Juni 2012
7. ↑  Grammy-Verleihung 2002. (Memento des Originals vom 4. Dezember 2011 im Internet Archive)  Info: Der Archivlink wurde automatisch eingesetzt und noch nicht geprüft. Bitte prüfe Original- und Archivlink gemäß Anleitung und entferne dann diesen Hinweis. Auf: seattletimes.com (englisch). Abgerufen am 17. Juni 2012
8. ↑  Grammy-Verleihung 2003. Auf: digitalhit.com (englisch). Abgerufen am 17. Juni 2012
9. ↑  Grammy-Verleihung 2004. (Memento des Originals vom 6. Januar 2017 im Internet Archive)  Info: Der Archivlink wurde automatisch eingesetzt und noch nicht geprüft. Bitte prüfe Original- und Archivlink gemäß Anleitung und entferne dann diesen Hinweis. Auf: seattletimes.com (englisch). Abgerufen am 17. Juni 2012
10. ↑  Grammy-Verleihung 2005. Auf: digitalhit.com (englisch). Abgerufen am 17. Juni 2012
11. ↑  Grammy-Verleihung 2006. Auf: digitalhit.com (englisch). Abgerufen am 17. Juni 2012
12. ↑  Grammy-Verleihung 2007. Auf: awardsandshows.com (englisch). Abgerufen am 17. Juni 2012
13. ↑  Grammy-Verleihung 2008. Auf: nytimes.com (englisch). Abgerufen am 17. Juni 2012
14. ↑  Grammy-Verleihung 2009. Auf: latimes.com (englisch). Abgerufen am 17. Juni 2012
15. ↑  Grammy-Verleihung 2010. (Memento des Originals vom 19. Juni 2013 im Internet Archive)  Info: Der Archivlink wurde automatisch eingesetzt und noch nicht geprüft. Bitte prüfe Original- und Archivlink gemäß Anleitung und entferne dann diesen Hinweis. Auf: buzzsugar.com (englisch). Abgerufen am 17. Juni 2012
16. ↑  Grammy-Verleihung 2011. Auf: latimes.com (englisch). Abgerufen am 17. Juni 2012
17. ↑  Grammy-Verleihung 2012. Auf: latimes.com (englisch). Abgerufen am 24. Juni 2012
18. ↑  NARAL Final Nomination List 57th Grammy Awards, abgerufen am 31. Dezember 2015.